# Scinax pachycrus
A Scinax pachycrus a kétéltűek (Amphibia) osztályának békák (Anura) rendjébe és a levelibéka-félék (Hylidae) családjába tartozó faj.

## Előfordulása
A faj Brazília endemikus faja. Természetes élőhelye a száraz szavannák, szubtrópusi vagy trópusi száraz bozótosok, időszakos édesvízi mocsarak, sziklás területek, művelt földek, legelők, pocsolyák. A fajt élőhelyének elvesztése fenyegeti.